# 阿里安娜·埃里戈
阿里安娜·埃里戈（義大利語：Arianna Errigo，1988年6月6日—），生于蒙扎，意大利女子击剑运动员。她在6岁时被母亲带到一个击剑俱乐部，随后她便开始对这项运动感兴趣。埃里戈职业生涯前期主攻花剑项目，在2016年里约奥运，她未能复制2012年伦敦奥运的成功取得奖牌，于是她便决定兼项佩剑，希望能够在2020年东京奥运同时参加花剑和佩剑两个剑种的项目。她和教练Luca Simoncelli于2019年6月结婚，双方在婚前便约定好不在家中谈论和击剑相关的事情。